# Lockne distrikt

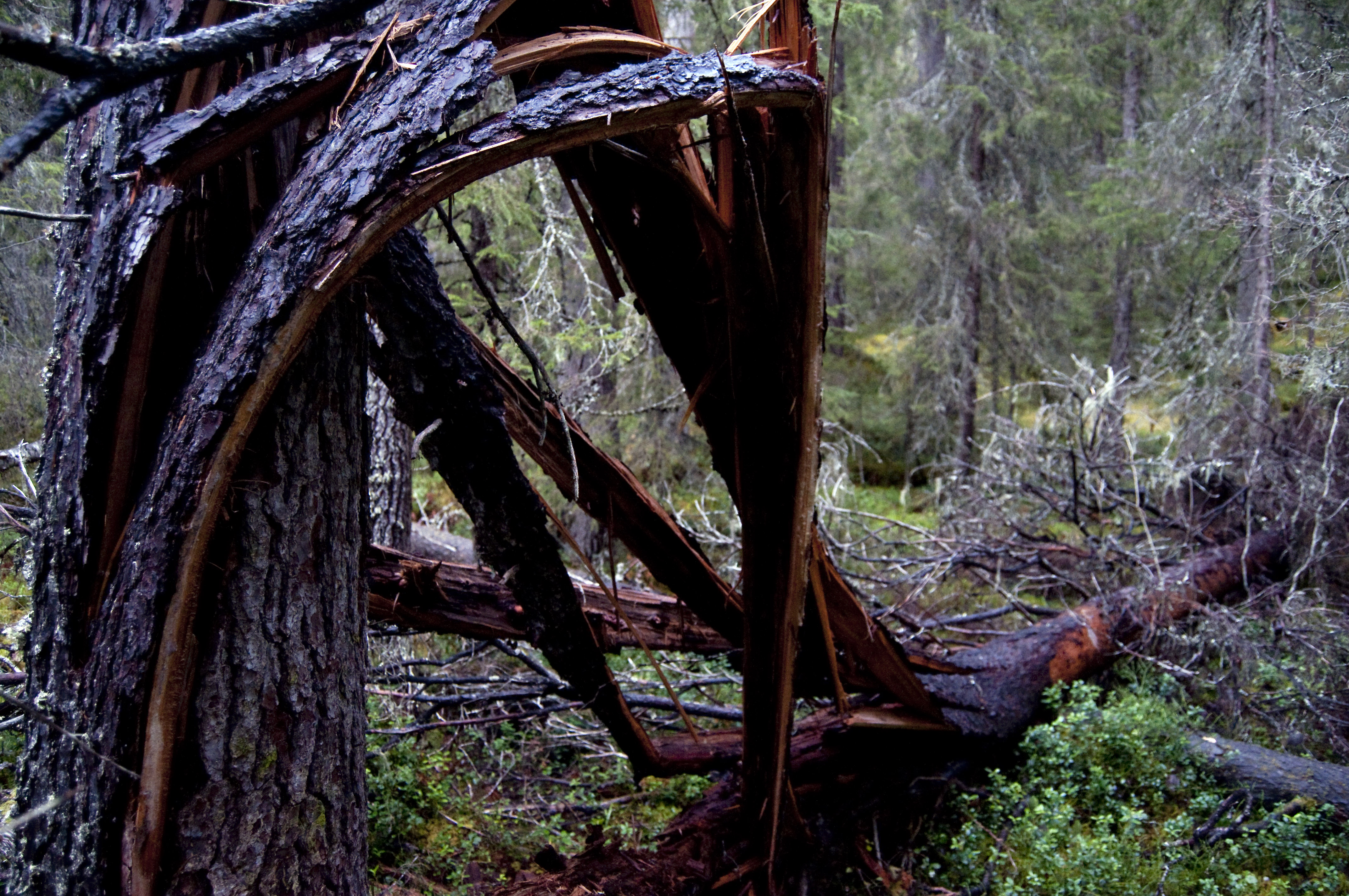
Berge urskogs naturreservat.

Lockne distrikt är ett distrikt i Östersunds kommun och Jämtlands län. Distriktet ligger omkring Locknesjön i mellersta Jämtland. 

## Tidigare administrativ tillhörighet
Distriktet inrättades 2016 och utgörs av Lockne socken i Östersunds kommun.
Området motsvarar den omfattning Lockne församling hade 1999/2000.

## Tätorter och småorter
I Lockne distrikt finns två tätorter och fyra småorter.

### Tätorter
- Marieby (del av)
- Tandsbyn

### Småorter
- Lockne
- Loke
- Rise
- Solberg, Sörviken och Vålbacken (del av)